# Karl Bögelein
Karl Bögelein (* 28. Januar 1927 in Bamberg; † 9. August 2016) war ein deutscher Fußballspieler und -trainer. Als Torhüter des VfB Stuttgart gewann er 1952 die deutsche Fußballmeisterschaft und 1954 den DFB-Pokal.

## Laufbahn
Im Sommer 1951 wechselte Karl Bögelein vom FC Bamberg aus der II. Division zum VfB Stuttgart in die Fußball-Oberliga Süd. Beim VfB wurde ein Nachfolger für den langjährigen Torhüter, den legendären Otto „Gummi“ Schmid, benötigt. Trainer Georg Wurzer setzte auf sein schon in der 2. Liga gezeigtes Können, auf seine Athletik und den Ehrgeiz, mit dem neuen Verein auch um die deutsche Meisterschaft spielen zu können. 1952 wurde der VfB mit Bögelein im Tor Deutscher Meister und 1954 hütete er auch das Tor beim Gewinn des DFB-Pokals. In der DM-Endrunde 1952 präsentierte er sich in absoluter Über-Form, brachte mit seinen Paraden vor allem im Endspiel gegen den 1. FC Saarbrücken die gegnerischen Angreifer reihenweise zur Verzweiflung und durfte sich nach dem 3:2-Erfolg als „Final-Held“ feiern lassen. Der auch in mehreren Repräsentativspielen für den Süden glänzende „Elfmetertöter“ spielte von 1951 bis 1957 für die Stuttgarter 166 Mal in der Oberliga Süd. Danach wechselte er zum SSV Reutlingen 05 und stand bis 1963 in weiteren 154 Spielen in dieser Liga im Tor.
Bögelein kam einmal (am 23. Dezember 1951) in der A-Nationalmannschaft, 1953 einmal in der B-Auswahl des DFB zum Einsatz. Am 13. Oktober 1951 stand er in Stuttgart beim Repräsentativspiel von Süddeutschland gegen Südwestdeutschland im Tor der mit 3:2 Toren siegreichen Süd-Elf. Am 21. November 1951 gehörte er als Ersatztorhüter der Nationalmannschaft beim Länderspiel in Istanbul gegen die Türkei an. Schließlich debütierte er am 23. Dezember 1951 in Essen beim Länderspiel gegen Luxemburg in der Nationalmannschaft. Neben dem VfB-Torwart debütierten dabei auch noch Erich Juskowiak, Hans Bauer, Heinz Wewers, Georg Stollenwerk und Willi Schröder. Nach dem Länderspiel gegen Luxemburg folgten zwar noch weitere Auswahlberufungen – 20. April 1952 mit Süddeutschland gegen Berlin; im Aufgebot für die Länderspiele gegen Frankreich (5. Oktober 1952 in Paris) und Schweiz (9. November 1952 in Augsburg); Spiel am 23. November 1952 in Homburg in einer DFB-Auswahl gegen eine Saar-Auswahl; bei weiteren Länderspielen gegen Jugoslawien (21. Dezember 1952 in Ludwigshafen), Spanien (28. Dezember 1952 in Madrid), Saarland (11. Oktober 1953 in Stuttgart) auf der Reservebank –, aber an Toni Turek von Fortuna Düsseldorf kam er nicht vorbei und verzichtete deshalb freiwillig auf weitere DFB-Einladungen.
Dabei waren die Voraussetzungen, Fußball zu spielen, für ihn seit dem Zweiten Weltkrieg nicht optimal. 1944 in Montenegro waren ihm nämlich alle Zehen erfroren, nur drei Zehen am linken Fuß konnten gerettet werden. Fortan spielte er mit Spezialschuhen. Insgesamt absolvierte Bögelein für den VfB Stuttgart von 1951 bis 1957 198 Spiele: In der Fußball-Oberliga Süd 166, in den Endrunden um die deutsche Meisterschaft 23 und im DFB-Pokal acht.
Nach Ablauf seiner Spieler-Karriere kehrte er als Amateur- und Jugendtrainer zum VfB Stuttgart zurück. Mit den Amateuren wurde er 1971 Vizemeister in der deutschen Meisterschaft und mit der A-Jugend gewann er 1973 den deutschen Meistertitel. In der Bundesliga sprang er 1971/72 ab dem 19. April 1972 als Interims-Trainer für den entlassenen Branko Zebec und vom 29. März bis 30. Juni 1976 in der 2. Fußball-Bundesliga für István Sztani ein.
Im Seniorenalter hielt er sich als Tennisspieler des SV Obertürkheim fit – seinem VfB Stuttgart blieb er als Mitglied des Ehrenrates verbunden.